# Сэвидж, Сэм
Сэм Сэвидж (англ. Sam Savage, 1940–2019) — американский писатель и поэт. Был неизвестен читателю вплоть до 2006 года, когда в возрасте 66 лет опубликовал постмодернистский роман «Фирмин: Из жизни городских низов», который стал в США одним из интеллектуальных событий года. На следующий год испанское издательство «Seix Barral» выкупило все права на роман во всём мире, включая США, продажи на языке оригинала и в переводах превысили 1 миллион экземпляров. В последующие годы были опубликованы и другие произведения Сэвиджа, как новые, так и те, что он ранее «писал в стол».

## Биография
Самуэль Филлипс Сэвидж, спустя 66 лет ставший знаменитым как писатель Сэм Сэвидж, родился 9 ноября 1940 года в Камдене (Южная Каролина). Его отец Генри Сэвидж, юрист по образованию и естествоиспытатель по увлечениям, 10 лет переизбирался мэром родного города. Его мать была домохозяйкой, любила поэзию и сама писала стихи. В интервью журналу «Poets & Writers» в 2011 году Сэвидж образно сказал: «В нашей семье было два божества: Дарвин со стороны отца и Китс со стороны матери».
Когда будущему писателю исполнилось 17 лет, семья переехала в Массачусетс. Сэвидж поступил в Йельский университет, но вскоре его покинул. Позднее он так пояснит этот поступок и свои чувства битника в целом:

Я в то время был бунтарём. Там же в основном были из подготовительных школ Новой Англии. Я там не мог свободно дышать. <…> В то время можно было стать интеллектуальным преступником, было бы желание. И никто не ожидал от этого чего-либо большого: было ощущение пожизненной группы чужаков в крайне пуританской и репрессивной стране. <…> Я оказался захвачен философией, думая, как многие, что смысл жизни где-то здесь, неподалёку. А это не так. Наконец я наткнулся на Витгенштейна, и тут муха вылетела из бутылки.
Оригинальный текст (англ.)I was a bit of a delinquent at that time, or close to it. It was all New England prep schools — I didn't feel at ease. <…> It was a time when you could, just about, be an intellectual criminal. All that never felt like it was going to be big: it felt like it'd be a perpetual group of outsiders in a very puritanical and repressive country. <…> I got caught up in philosophy, thinking, as many people do, that the meaning of life was in there somewhere. It's not. I finally hit Wittgenstein, at which point the fly left the bottle.

Родители помогли Сэвиджу с переездом в Европу, где он обучался на философском факультете Гейдельбергского университета. Некоторое время жил и работал в Европе, затем вернулся в США и в Йельский университет для защиты докторской.
В последующие годы работал в самых разных местах: механиком в велосипедной мастерской, рыбаком, собирателем устриц, и много иных профессий, никак не связанных с писательской карьерой. Его жена Нора (дочь известного переводчика Ральфа Мангейма) сопровождала его в жизненных скитаниях.
Неожиданная перемена произошла в 2006 году, когда издательство «Coffee House Press» опубликовало написанный зимой 2005—2006 постмодернистский роман «Фирмин: Из жизни городских низов», который стал в США одним из интеллектуальных событий года. На следующий год все права на публикацию и переводы романа были выкуплены испанским издательством «Seix Barral», а продажи в мире превысили 1 миллион экземпляров. В том же году Общество писателей Среднего Запада признало его лауреатом года в категории «Художественная литература для взрослых».
За первым крупным успехом последовали публикации новых произведений, в том числе написанных много раньше «для себя», на публикацию которых Сэм Сэвидж не рассчитывал. В том числе поэма «Преступная жизнь Эффи О.», которую автор охарактеризовал как «детскую сказку для взрослых». Последней публикацией стали стихотворения разных лет, начиная с 1980-х, собранные в сборник «Нулевое притяжение».
Леви Эшер (пишет под псевдонимом Marc Eliot Stein) в одном из последних интервью с Сэвиджем в 2016 году пытался понять феномен 66-летнего человека, появившегося буквально ниоткуда и сразу ставшим известным писателем:

— Чёрт побери, что вы делали с вашим несомненным талантом писателя все эти десятилетия? Почему «Фирмин» ваш первый роман, а не, скажем, десятый?

— Что я делал все те годы? Мог бы сказать как мой Фирмин: писал романы у себя в голове. Это было бы правдой в какой-то мере, так как я начал изрядное их число. А не смог их завершить, так как был ослеплён идеей создания романа, который я не был предназначен написать, как я теперь понимаю. Думаю, это в основном недостаток мужества. Я написал немало стихов, большая часть их, к счастью, утеряна. Я занимался многим: был рыбаком, печатником, строителем. Однако всегда думал о себе как о писателе.
Оригинальный текст (англ.)— What on earth have you been doing with your awesome writing talent all these decades? Why is Firmin your first novel instead of, say, your tenth?
— What was I doing all those years? I would like to say, with Firmin, that I was writing novels in my head. That would be true to a degree, as I started a number of them. I think I failed to finish them because I was blinded by an idea of a novel that was not the kind of novel I was ever meant to write. I think it was fundamentally a failure of courage. I wrote of lot of poetry, most of it thankfully lost. I did things, such as fish commercially, print letterpress books, build houses. But I have always thought of myself as a writer.

Ещё в 1970-х годах Сэму Сэвиджу был поставлен диагноз редкого генетического заболевания, дефицит альфа-1-антитрипсина, влияющего на печень и лёгкие. С возрастом доступные методы терапии потеряли эффективность. В 2016 году Сэвидж переехал в хоспис в окрестностях Мадисона, где он жил последние годы. Скончался 17 января 2019 года.

## Произведения
| Оригинал | Русский перевод | Год  |
| --- | --- | ---- |
| The Criminal Life of Effie O.                                                                                                | Преступная жизнь Эффи О.                                                                                               | 2005 |
| Firmin: Adventures of a Metropolitan Lowlife                                                                                 | Фирмин: Из жизни городских низов                                                                                       | 2006 |
| The Cry of the Sloth: The Mostly Tragic Story of Andrew Whittaker, Being his Collected, Final, and Absolutely Complete Works | Крик зелёного ленивца: трагичнейшая история Эндрю Уиттакера, и притом окончательное и полнейшее собрание его сочинений | 2009 |
| Glass | Стекло | 2011 |
| The Way of the Dog | Путь собаки | 2013 |
| It Will End with Us | Всё закончится на нас                                                                                                  | 2014 |
| Zero Gravity: Collected Poems (1981—2015)                                                                                    | Нулевое притяжение (сборник стихотворений 1981—2015)                                                                   | 2016 |